# Bonneville Dam

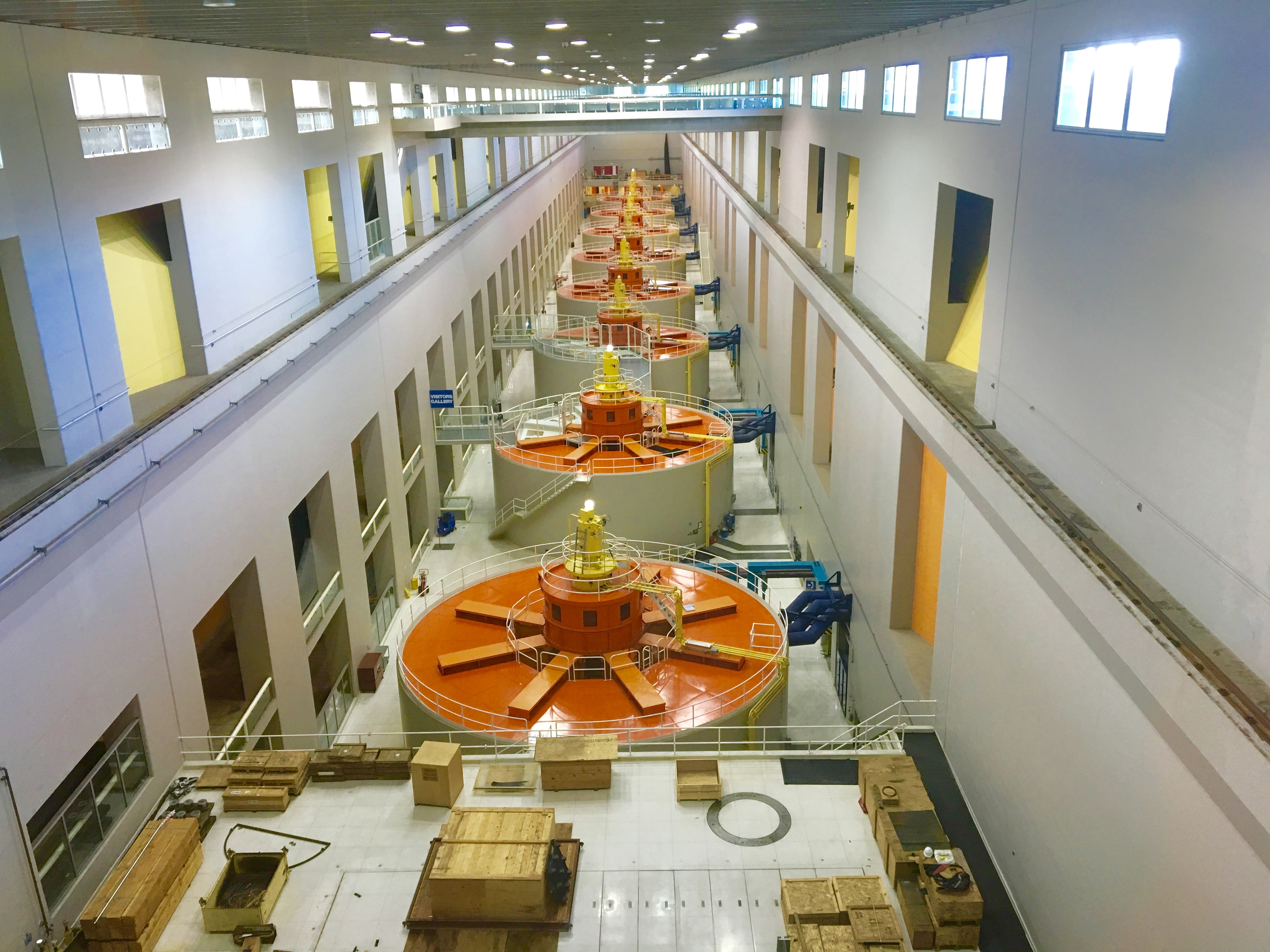
Wasserkraftwerk

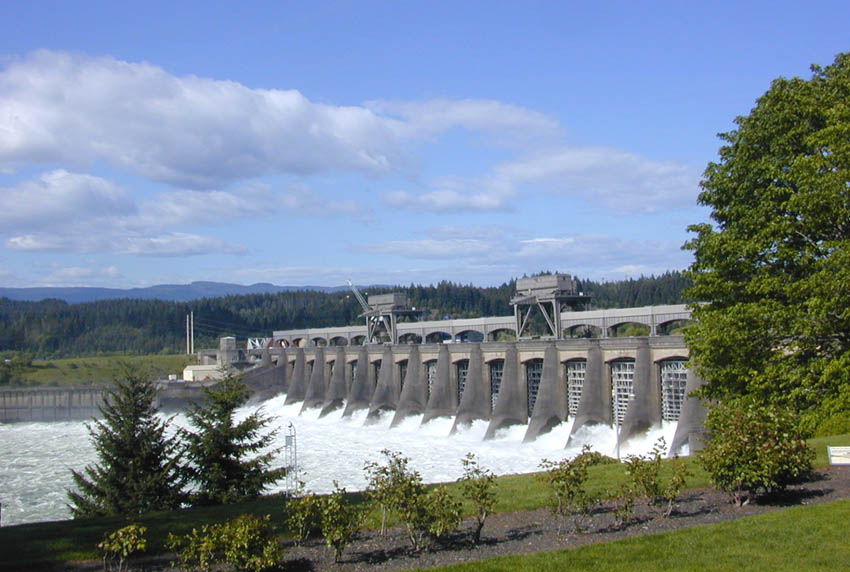
Hochwasserentlastung der Hauptsperre

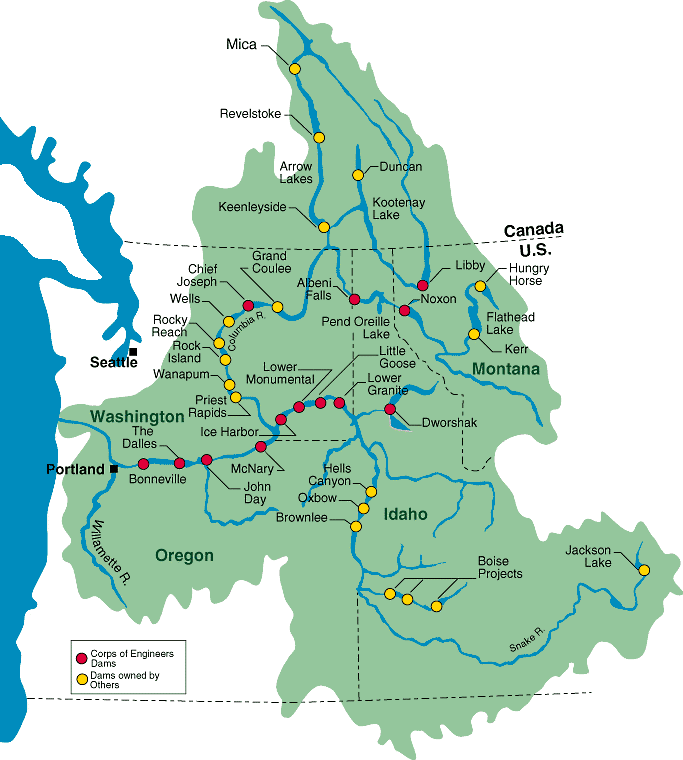
Übersicht der Staudämme im Pazifischen Nordwesten

Der Bonneville Dam ist eine Staumauer mit großer Schleusenanlage, die den Columbia River aufstaut. Da der Fluss die Grenze zwischen den US-Bundesstaaten Oregon und Washington bildet, gehört das Bauwerk zu beiden Bundesstaaten. Es befindet sich etwa 60 km östlich von Portland, die nächstgelegene Stadt ist Hood River in 30 km Entfernung im Osten. Der Komplex wurde vom United States Army Corps of Engineers gebaut und wird von diesem unterhalten. In der Nähe der Staumauer liegt der John B. Yeon State Scenic Corridor.
Der Name rührt von Army Captain Benjamin Bonneville (1796–1878) her, der unter anderem den Oregon Trail kartographisch erschlossen hatte.
Die Schleusen und das Wasserkraftwerk wurden im Rahmen des Programms New Deal zwischen 1933 und 1937 erbaut. Die ursprüngliche Schleuse wurde 1938 eröffnet und war seinerzeit die größte eintorige Schleuse der Welt.
Während der Great Depression gab der Bau vielen Menschen Arbeit. Ferner versorgt das Bauwerk bis heute die Aluminiumhütten der Gegend mit Strom und stellt die Schiffbarkeit für ca. 200 km stromaufwärts sicher. Der Bau eines zweiten Wasserkraftwerkes sowie eines weiteren Dammes wurde 1974 begonnen und 1981 vollendet.
Das Bauwerk umfasst folgende technische Anlagen und geographischen Objekte:
- Erstes Wasserkraftwerk – Bauzeit 1933–1937; Länge 313 m; Durch die Wasserkraft wird an der Staumauer durch Generatoren elektrische Energie gewonnen. Die Elektrizität wird durch die Bonneville Power Administration, ein Wirtschaftsunternehmen des Energieministeriums des Bundes, verkauft; zehn Generatoren mit einer Ausgangsleistung von 526.700 kW.
- Hochwasserentlastungsbecken – Bauzeit 1933–1937; 18 Tore über eine Länge von 442 m; es befindet sich stromaufwärts meist 18 m über der Wasseroberfläche.
- Zweites Wasserkraftwerk – Bauzeit 1974–1981; Länge 300,5 m; acht Generatoren mit einer Leistung von 558.200 kW. Des Weiteren gibt es hier zwei Fischaufstiegsanlagen.
- Bonneville-Schleuse, vollendet 1993; Baukosten: 341 Millionen US-Dollar; Länge: 206 m; Breite: 26 m. Eine Schleusung dauert etwa 30 Minuten.
- Lake Bonneville bei Cascade Locks – Länge: 77 km; Der als Reservoir dienende See wird vom Bonneville Dam gestaut und ist Teil des Columbia-Snake Inland Waterway.

Seit April 1986 ist der Bonneville Dam als Historic District im National Register of Historic Places verzeichnet. Im März folgenden Jahres wurde der Schutzbezirk erweitert. Seit Juni 1987 hat der Staudamm den Status eines National Historic Landmarks. Der Bonneville Dam wurde 1987 von der American Society of Civil Engineers in die List of Historic Civil Engineering Landmarks aufgenommen.
Besucherzentren (Bonneville Lock and Dam visitor centers) befinden sich sowohl in Oregon als auch in Washington. Die Aufsicht über alle Anlagen wird von U.S. Army Corps of Engineer park rangers durchgeführt; diese nehmen auch die Führungen vor.
Im unteren Bereich des Dammes treten kalifornische Seelöwen auf, um Jagd auf Lachse und Regenbogenforellen zu machen, die sich im Bereich der Fischtreppen sammeln, die Seelöwen sind inzwischen so zahlreich, dass sie eine Bedrohung für die Fischbestände darstellen und deswegen gejagt werden dürfen, 2018 wurden zudem zum ersten Mal einzelne Exemplare des Stellerschen Seelöwen gesichtet.